# Johannes Schröpfer
Johannes Schröpfer (* 11. September 1909 in Klostergrab; † 28. November 1995) war ein deutscher Slawist.

## Leben
Nach der Promotion in Prag 1934 und der Habilitation 1964 in Heidelberg war er von 1965 bis 1974 Professor für Slavistik in Hamburg.

## Schriften (Auswahl)
- Njemački za Hrvate. Jezični priručnik za hrvatske radnike i radnice zaposlene u Njemačkoj. Berlin 1942, OCLC 162931942.
- als Herausgeber mit Dmitrij Tschižewskij: Russische literarische Parodien. Wiesbaden 1957, OCLC 1087802912.
- Hussens Traktat „Orthographia Bohemica“. Die Herkunft des diakritischen Systems in der Schreibung slavischer Sprachen und die älteste zusammenhängende Beschreibung slavischer Laute. Wiesbaden 1968, OCLC 1014951755.
- als Herausgeber: Wörterbuch der vergleichenden Bezeichnungslehre. Onomasiologie. Heidelberg 1979, ISBN 3-533-02863-1.